# Wasteland (Brent Faiyaz)
Wasteland è il secondo album in studio del cantante statunitense Brent Faiyaz, pubblicato l'8 luglio 2022 attraverso l'etichetta discografica Lost Kids.

## Promozione
L'album è stato preceduto dalla pubblicazione di quattro singoli: Dean Man Walking uscito il 20 settembre 2020, Gravity realizzato con DJ Dahi e la partecipazione di Tyler, the Creator e pubblicato il 29 gennaio 2021, Wasting Time in collaborazione con Drake uscito il 1º luglio 2021, e infine Price of Fame che è stato reso disponibile il 24 giugno 2022 in concomitanza con l'annuncio del disco.

## Descrizione
L'album vede collaborazioni del calibro di Alicia Keys, Tyler, the Creator, Drake e i The Neptunes.
Suzy Esposito del Los Angeles Times ha descritto l'album come una "cauta opera R&B-trap".

## Tracce
1. Villain's Theme – 2:21
2. Loose Change – 3:46
3. Gravity (con DJ Dahi feat. Tyler, the Creator) – 3:35
4. Heal Your Heart (Interlude) – 1:15
5. Skit: Egomaniac – 1:26
6. All Mine – 3:36
7. Price of Fame – 6:19
8. Ghetto Gatsby (feat. Alicia Keys) – 3:18
9. Wasting Time (feat. Drake e The Neptunes) – 5:01
10. Rolling Stone – 2:42
11. FYTB (feat. Joony) – 3:18
12. Skit: Oblivion – 2:47
13. Dead Man Walking – 4:07
14. Addictions (feat. Tre' Amani) – 3:12
15. Role Model – 3:14
16. Jackie Brown – 2:49
17. Bad Luck – 2:42
18. Skit: Wake Up Call – 5:05
19. Angel – 3:39

## Classifiche

### Classifiche settimanali
| Classifica (2022) | Posizione massima |
| ----------------- | ----------------- |
| Australia         | 11                |
| Austria           | 45                |
| Belgio (Fiandre)  | 35                |
| Belgio (Vallonia) | 76                |
| Canada            | 5                 |
| Danimarca         | 22                |
| Irlanda           | 15                |
| Islanda           | 15                |
| Lituania          | 15                |
| Nuova Zelanda     | 2                 |
| Paesi Bassi       | 12                |
| Regno Unito       | 6                 |
| Stati Uniti       | 2                 |
| Svizzera          | 17                |

### Classifiche di fine anno
| Classifica (2022) | Posizione |
| ----------------- | --------- |
| Stati Uniti       | 151       |
| Classifica (2023) | Posizione |
| Stati Uniti       | 65        |